# Бавет
Бавет (кхмер. ក្រុងបាវិត) — найбільше місто провінції Свай-Рієнг. Це міжнародних прикордонний пропускний пункт між Камбоджею та В'єтнамом. З боку В'єтнам кордон перетинається в місті Moc Bai.
Бавет належить до однієї з найбідніших провінцій Камбоджі. Єдиним економічним ресурсом є його розташування на трасі NH1, на прямій дорозі між Хошиміном та Пномпенню.
Бавет є однією із «особливих економічних зон» (ОЕЗ) Камбоджі, тут працює текстильна промисловість та фабрики з виробництва велосипедів. Однак, найбільший прибуток Бавет отримує з казино, де грають переважно в'єтнамці.
Відповідно до політики децентралізації, Бавет отримав певну незалежність у грудні 2008 року. Існує близько 10–12 казино та 6–7 територій, що розвиваються, створених іноземними інвесторами. Міст Неак Лоанг довжиною 2 км, фінансований Японією, було побудовано у квітні 2015 року. Це найдовший міст Камбоджі.

## Галерея

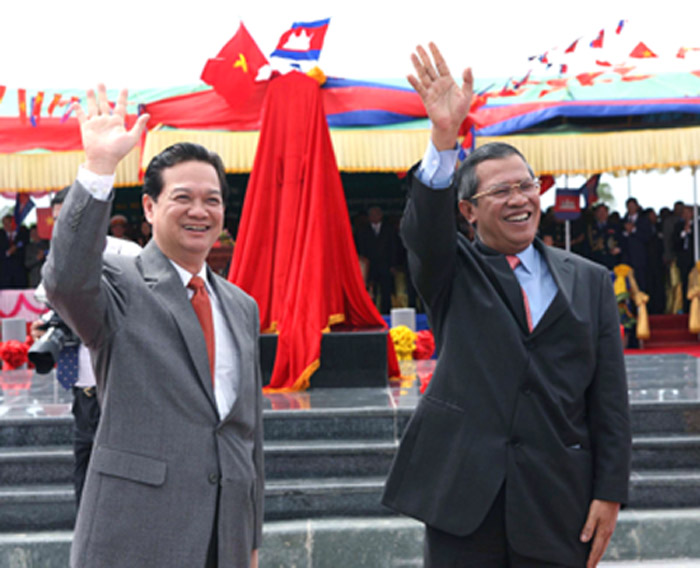
Данг Тхі Нгок Тхинь, прем'єр-міністр В'єтнаму, та Гун Сен, прем'єр-міністр Камбоджі, відкрили церемонію межового каменю на кордоні Мок Бай-Бавет.
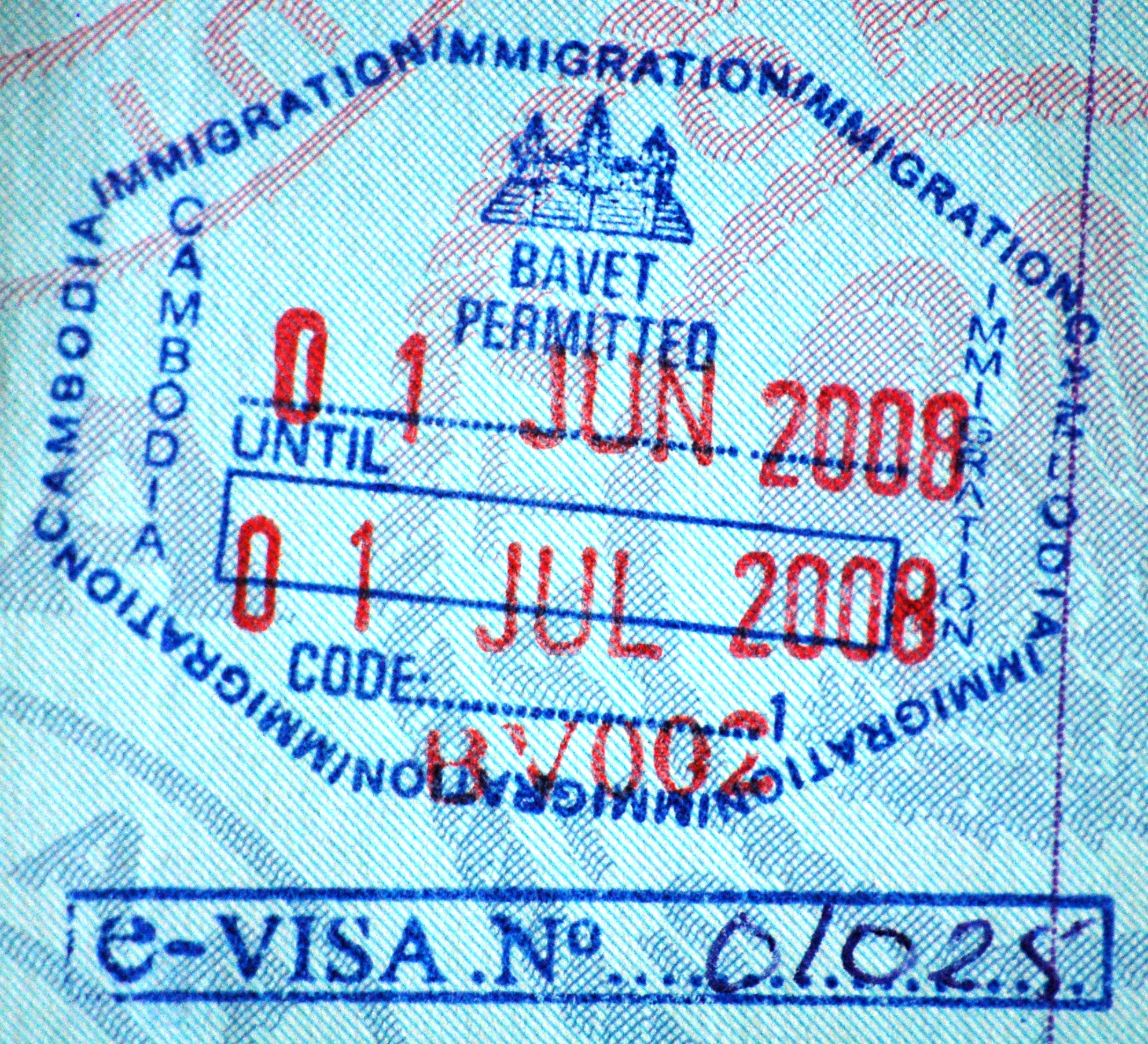
Штамп в паспорт на в'їзді у Баветі